# Colony (Oklahoma)
Colony – miasto w Stanach Zjednoczonych, w stanie Oklahoma, w hrabstwie Washita.